# Krystyna Doktorowicz

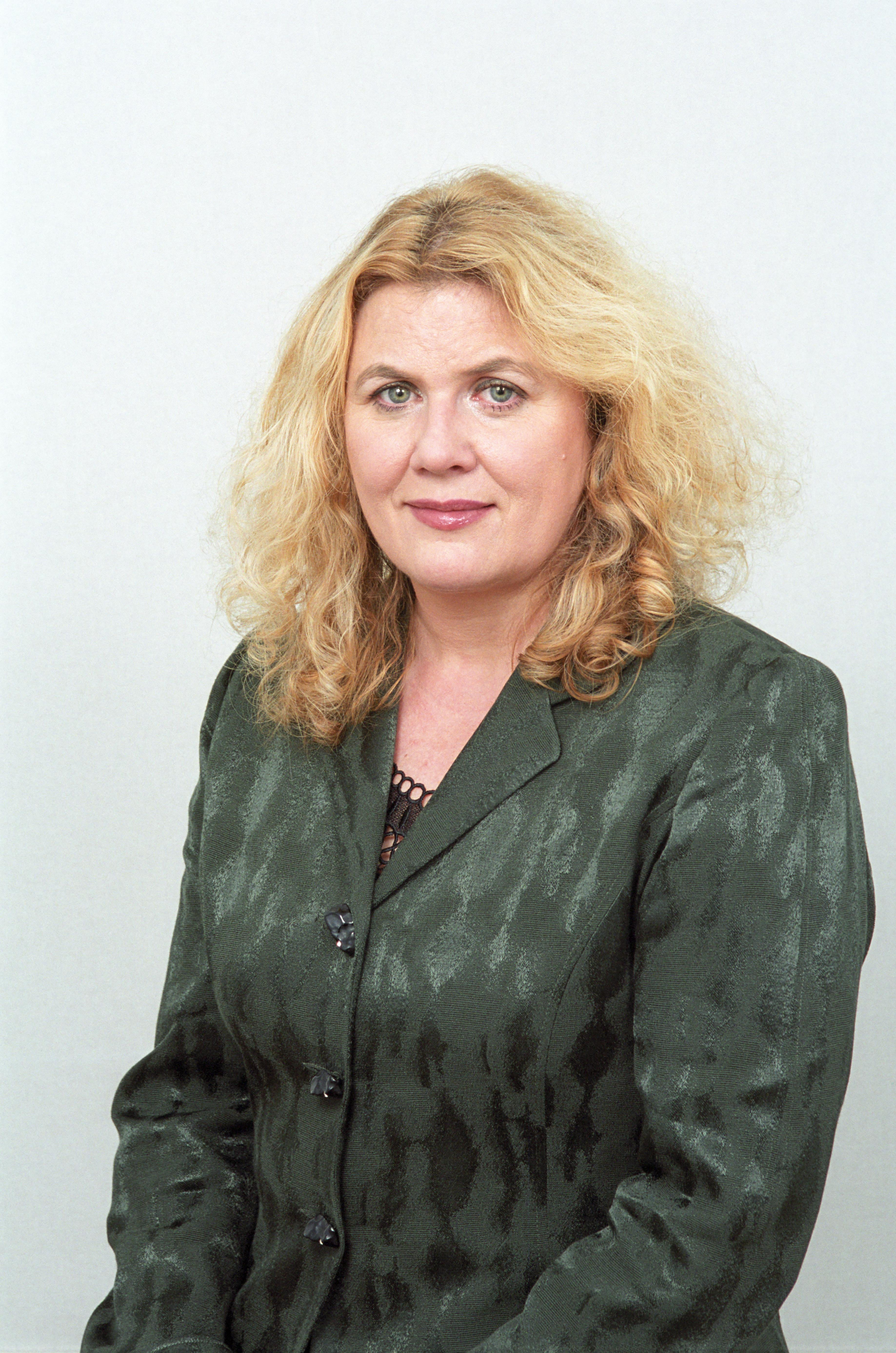
Krystyna Doktorowicz

Krystyna Maria Doktorowicz (* 23. Juli 1955 in Kattowitz) ist eine polnische Medienwissenschaftlerin, Politikerin und ehemalige Senatorin.
Sie studierte Politikwissenschaften an der Schlesischen Universität in Kattowitz und ist seit 1978 dort als wissenschaftliche Mitarbeiterin tätig. Ihre Schwerpunkte sind Medien in den USA und  Europäische Medien in der Informationsgesellschaft. Seit 1996 ist sie auch Dekan der Fakultät für Radio und Fernsehen an dieser Universität. Von 1990 bis 1991 arbeitete sie im European Institute for Media in Manchester.
Seit 1995 ist sie Aufsichtsratsvorsitzende des Radios Rezonans in Sosnowiec, seit 1996 zusätzlich Direktorin im  Zakład Zarządzania Mediami (Medienverwaltungsamt). Von 2001 bis 2005 war sie eine parteilose Senatorin im polnischen Senat (sie kandidierte mit der Unterstützung der Partei SLD). 2005 bewarb sie sich nicht für die Wiederwahl. Bei den Wahlen 2007 scheiterte ihre Senatskandidatur.